# Hiperalgesia
Hiperalgesia ( do grego antigo 'hyper-' [ὑπέρ] excesso e '-algesia' [ἄλγος] dor) é um termo médico para sensibilidade exagerada à dor ou sensação elevada a estímulos dolorosos, podendo ser seguida de danos dos tecidos maciços contendo nociceptores ou lesão a um nervo periférico. Pode ser local ou difusa, primária ou secundária, aguda ou intermitente, contínua ou crônica.
Sabemos que a dor é, e sempre será, sintoma e alarme, mas a prática clínica e até as pesquisas básicas têm-nos mostrado que em certas situações a dor crônica é a própria doença, que maltrata e intensamente incapacita o ser humano.
A dor tem características individuais, idiossincrásicas e aspectos ligados à cultura na qual o indivíduo está imerso. Estes aspectos sempre estiveram presentes desde os períodos mais longínquos da Medicina. Um dos princípios hipocráticos se refere precisamente ao alívio da dor sempre que possível.

## Tipos
O fenômeno da dor envolve dois componentes:
- Perceptivo-discriminativo (nocicepção);
- Afetivo-+emocional (percepção e vivência dolorosa).

Os estímulos dolorosos perceptivos se somam aos emocionais

## Fisiopatogenia
A experiência dolorosa está intimamente relacionada às conexões do sistema límbico com o córtex cerebral, principalmente no lobo pré-frontal. Estes circuitos cerebrais efetuam-se através de neurotransmissores, principalmente serotonina, noradrenalina e dopamina, que desempenham um papel importante como neuromoduladores a dor e sensações de calor e frio.

## Causas
Hereditariedade
Hellwell 1992 propõe que a teoria da tensão muscular esclarece, em parte, a predisposição de alguns indivíduos para vivenciarem de maneira mais intensa a experiência dolorosa.
Síndrome de dependência a álcool e/ou drogas
A hiperalgesia é comum durante uma síndrome de abstinência de pessoas com uso abusivo de álcool ou outras drogas com efeitos analgésicos, como opioides. Quanto maior a dose habitual do analgésico pior a dor durante a abstinência dessa droga. Nenhuma outra droga pode evitar completamente uma dor intensa na crise de abstinência a ópio, pode-se induzir o coma terapêutico por alguns dias até que a dependência diminua.
Inflamação
A hiperalgesia pode ser induzida pelo fator ativador de plaquetas (PAF) produzido em uma resposta inflamatória ou alérgica. Parece ocorrer através de células imunes interagindo com o sistema nervoso periférico e liberando substâncias químicas que causam dor e febre (citocinas e quimiocinas) como interleucina 1, parte da resposta normal a doenças.
Neurotransmissores
Os neuromoduladores da dor, endorfina, encefalina e dinorfina desempenham um papel importante nas transmissões do impulso elétrico de um neurônio para outro. O déficit de neuromoduladores ou algum problema com seus receptores causa hiperalgesia.
Psicológica
Qualquer dor tem um importante componente psicológico. A dor emocional (como divórcio, demissão, luto) é considerada pela maioria como pior que a dor física e multiplica a dor causada por doenças e traumas.

## Tratamento
Para terminar a doença deve-se tratar a causa. Quando os Anti-inflamatórios não esteroides (AINEs) como Cetorolaco não são suficientes para controlar a dor, podem ser utilizando vários fármacos com função analgésica como os antidepressivos ISRS e tricíclicos, glicocorticoides (como Metilprednisolona), gabapentina ou pregabalina, antagonistas dos receptores NMDA (como quetamina e metadona) ou opioides como codeína e tramadol.